# Mats Olofsson (musiker)
Mats Olofsson, svensk musiker och originalmedlem i bandet Docent död (senare kallat Docenterna).
År 1978 bildade Mats Olofsson bandet Docent död, tillsammans med gymnasiekompisarna Mats "Zebo" Hillborg och Lars "Larry" Lövgren. Eftersom Larry också spelade i Sollentuna-bandet Aktiespararnas Årsmöte, togs även Aktiespararnas Johan "Joppe" Pihlgren med i bandet, mot att man fick repa i Aktiespararnas replokal. Tillsammans spelade de in singlarna Sven Jerrings Röst och Krig och Kärlek där Olofsson spelade trummor. Ganska snart efter det senare skivsläppet hoppade Olofsson av bandet. Därefter släppte han de två syntpop-singlarna Raket Raket och Rekordmagasinet som båda gavs ut 1981 på det nybildade skivbolaget Trend Records. På skivorna spelar, förutom Olofsson, alla bandmedlemmar i Docent Död och på Rekordmagasinet ingick även Louise Arve som annars spelade i bandet Twist Off, samt Blossom Tainton.

## Diskografi

### Med Docent död
- Sven Jerrings Röst (singel, 1979)
- Krig och Kärlek (singel, 1980)

### Solo
- Raket Raket (singel, 1981)
- Rekordmagasinet (singel, 1981)